# 岐阜県警察航空隊
岐阜県警察航空隊（ぎふけんけいさつこうくうたい）は、岐阜県警察の機関であり、基地は岐阜基地に位置する。

## 運航要員
ヘリコプター運航のパイロットは岐阜県警察が直接雇用している。山岳救助を志した元自衛隊員などを中途採用した。

## 沿革
- 1984年（昭和59年）
  - 3月：警察航空隊発足
  - 4月：警察航空隊 本運用開始
- 1993年（平成3年）夏：航空隊独自の訓練を初めて実施

## ヘリコプター諸元

### らいちょう
- 型式：ベル 206B
- 登録番号：

### らいちょう2
- 型式：ベル 412
- 登録番号：JA110G